# 샘 라이스
에드거 찰스 "샘" 라이스(Edgar Charles "Sam" Rice, 1890년 2월 20일~1974년 10월 13일)는 미국의 프로 야구 선수로, 선수 시절 포지션은 외야수였다. 1915년부터 1934년까지 메이저 리그 베이스볼(MLB)의 워싱턴 세너터스, 클리블랜드 인디언스에서 뛰었다. 워싱턴 세너터스 시절 소속팀을 세 번 포스트 시즌으로 이끌었으며, 1924년에는 월드 시리즈 우승도 경험했다. 1963년 미국 야구 명예의 전당에 헌액되었다.